# Susanoo
Susanoo no Mikoto (kanji: 素浅鳴尊 sau素戔男尊?, sau 須佐之男) (de obicei prescurtat în Susanoo) este o Zeitate complexă din mitologia japoneză.

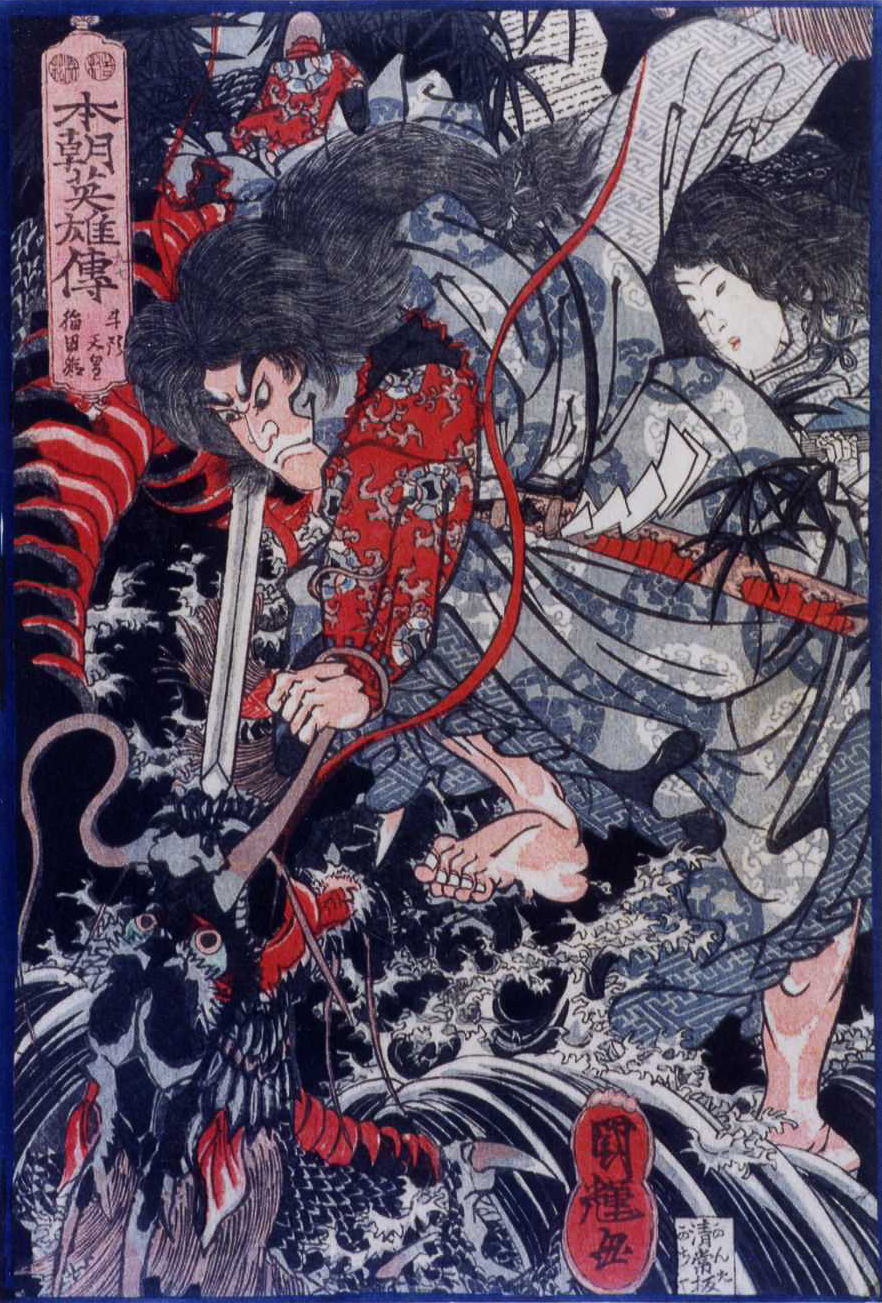
Susano’o omorând pe Yamata no Orochi, pictat de Kuniteru

Este uneori descris ca zeul furtunii, al lumii de jos, al agriculturii, al apelor sau a bolilor. În ciclul mitologic Yamato, este fiul lui Izanagi și fratele mai mic al zeiței Amaterasu.
Când datorită purtării sale este exilat din Takamagahara („Înaltele câmpii celeste”, raiul zeilor), descinde în Izumo, în vestul Japoniei, unde devine eroul ciclului mitologic Izumo, principala sa faptă eroică fiind intoxicarea și omorârea șarpelui cu opt capete și opt cozi, Yamato no Orochi. Astfel a salvat o fecioară și a primit sabia cunoscută mai apoi sub numele de Kusanagi, unul din cele trei obiecte imperiale.
Susanoo a fost ulterior asociat cu zeitatea Gozu Tennō, fiind idolatrizat la templul șintoist Yasaka. e